# Chisocheton celebicus
Chisocheton celebicus är en tvåhjärtbladig växtart som beskrevs av Sijfert Hendrik Koorders. Chisocheton celebicus ingår i släktet Chisocheton och familjen Meliaceae. Inga underarter finns listade i Catalogue of Life.